# J.P. Śliwa
J.P. Śliwa – trzeci solowy album rockowego wokalisty Piotra Roguckiego wydany 16 października 2015 przez Agorę. Tytuł odnosi się do postaci Jana Pawła Śliwy - bohatera dramatu autorstwa Roguckiego, który został dołączony do płyty.
Album dotarł do 8. miejsca polskiej listy przebojów - OLiS.

## Lista utworów
| Nr  | Tytuł utworu      | Długość |
| --- | ----------------- | ------- |
| 1.  | „Vision of Sound” |         |
| 2.  | „Dobrze”          |         |
| 3.  | „Mama 01”         |         |
| 4.  | „Emotions”        |         |
| 5.  | „Całuj się!”      |         |
| 6.  | „Wanna”           |         |
| 7.  | „Ludzkie wrony”   |         |
| 8.  | „Mama 02”         |         |
| 9.  | „Muszę mieć”      |         |
| 10. | „Płyń”            |         |